# Кардозу, Даниэл
Даниэл Кардозу (англ. и порт. Daniel Cardoso; 6 октября 1988, Йоханнесбург, ЮАР) — южноафриканский футболист, защитник клуба «Секухуне Юнайтед» и сборной ЮАР. 

## Биография
Родился в 1988 году в Йоханнесбурге, его отец был выходцем из Португалии. В детстве сменил большое количество команд, затем играл за студенческие команды. Профессиональную карьеру начал в довольно позднем возрасте. Дебютировал в Премьер-лиге ЮАР в составе клуба «Фри Стэйт Старс» в 2012 году в возрасте 24 лет. В составе «Фри Стэйт» провёл 3 сезона и сыграл за команду 57 матчей и забил 1 гол в Премьер-лиге. В 2015 году перешёл в «Кайзер Чифс».

### Карьера в сборной
Дебютировал за сборную ЮАР 25 марта 2015 года в товарищеском матче со сборной Эсватини. В 2019 году был включён в заявку сборной ЮАР на Кубок африканских наций 2019, однако на самом турнире не сыграл ни одного матча. 